# Tarnica
Tarnica is een bergtop in de Bieszczady in het zuiden van Polen. De berg heeft een hoogte van 1.346 meter. Het is een van de Poolse Kroontoppen.
De top torent ongeveer 500 meter boven de vallei uit. Het kan makkelijk onderscheiden worden van zijn buren door de kenmerkende vorm. De berg zelf heeft twee afzonderlijke toppen, een van 1.339 en een van 1.346 meter. Het zuidelijke gedeelte is steil en rotsachtig, terwijl de andere kant bestaat uit minder steile rotsachtige velden.